# Assemblée nationale (Suriname)
Pour les autres articles nationaux ou selon les autres juridictions, voir Assemblée nationale.
9e législature
Édifice de l'Assemblée nationale
L'Assemblée nationale (en néerlandais : De Nationale Assemblée ; abrégé en DNA) est le parlement monocaméral du Suriname. Elle exerce le pouvoir législatif conjointement avec le gouvernement du pays.

## Histoire
La première assemblée constituée de représentants élus au Suriname est nommé les États coloniaux, constituée en 1866. Ceux-ci deviennent les États du Suriname en 1936, et ce, jusqu'en 1975, année où le Suriname obtient son indépendance des Pays-Bas et que l'assemblée soit nommée le Parlement de la république du Suriname. Ce parlement devient en 1985 une assemblée, qui elle, adopte son nom actuel, l'Assemblée nationale, en 1987. La démocratie est d'ailleurs rétablie dans le pays, cette année-là, après le coup d'État de 1980.

## Système électoral

### Depuis 2025
L'Assemblée nationale est composée de 51 sièges pourvus pour cinq ans au scrutin proportionnel plurinominal dans une unique circonscription nationale. 
L'adoption de ce mode de scrutin fait suite à un arrêt en date de août 2022 par la Cour constitutionnelle qui juge discriminatoire et contraire à la Constitution, ainsi qu'aux traités internationaux, l'ancien système de plusieurs circonscriptions menant ainsi à leur abolition. L'Assemblée nationale approuve le nouveau système électoral le 13 octobre 2023,.

### De 1987 à 2025
|           |            |           |        |  |
| Districts | Districts  | Habitants | Sièges |  |
| 1         | Paramaribo | 240 924   | 17     |  |
| 2         | Wanica     | 118 222   | 7      |  |
| 3         | Nickerie   | 34 233    | 5      |  |
| 4         | Coronie    | 3 391     | 2      |  |
| 5         | Saramacca  | 17 480    | 3      |  |
| 6         | Commewijne | 31 420    | 4      |  |
| 7         | Para       | 24 700    | 3      |  |
| 8         | Marowijne  | 18 294    | 3      |  |
| 9         | Brokopondo | 15 909    | 3      |  |
| 10        | Sipaliwini | 37 065    | 4      |  |
|           |            |           |        |  |
| Total     | Total      | 541 638   | 51     |  |

Des élections législatives de 1987 à 2025, L'Assemblée nationale est dotée de 51 sièges pourvus pour cinq ans au scrutin proportionnel plurinominal dans dix circonscriptions de 2 à 17 sièges correspondants aux districts du pays. Les électeurs ont également la possibilité d'effectuer un vote préférentiel pour l'un des candidats de la liste choisie afin de faire monter sa place dans celle ci. 
Après décompte des suffrages, le premier siège de chaque circonscription est attribué à la liste arrivée en tête, puis les suivants répartis selon la méthode d'Hondt au quotient simple, sans seuil électoral. Les votes préférentiels sont pris en compte pour l'attribution du premier siège, qui revient au candidat de la liste en ayant recueilli le plus dans sa circonscription, puis pour les suivants lorsque le total réunit par un candidat est supérieur au quota de Hare, c'est-à-dire le nombre de votes obtenus par sa liste divisé par le nombre de sièges remportés par celle-ci.
La clé de répartition des sièges par district se base sur leur population mais favorise l'intérieur du pays au détriment de la capitale Paramaribo. Celle ci, qui totalise 40 % de la population du pays en 2018, n'est ainsi représentée que par 17 sièges sur 51, soit 33 %.

### Conditions d'éligibilités
Les candidats doivent être âgés d'au moins 21 ans, avoir la citoyenneté, résider dans leur circonscription depuis au moins deux ans avant les élections, et appartenir à un parti politique. Les candidatures indépendantes sont par conséquent impossibles.

## Fonction
Le Suriname fait partie des rares pays possédant un régime parlementaire doté d'un chef de l’exécutif fort à la fois chef de l’État et du gouvernement mais élu au scrutin indirect par le parlement pour un mandat concomitant au sien. À la suite de chaque élection législative, l'Assemblée nationale élit le président et le vice-président de la République à la majorité qualifiée des deux tiers. Les candidats doivent être âgés d'au moins trente ans, avoir la nationalité et avoir résidé au Suriname les six dernières années. Si aucun d'entre eux ne réunit le nombre requis de voix après deux tours de scrutin, l'Assemblée ainsi que les Conseils des 10 districts et des 63 municipalités du pays se réunissent en Assemblée populaire unie (Verenigde Volksvergadering) pour élire un candidat à la majorité relative,.

## Liste des présidents

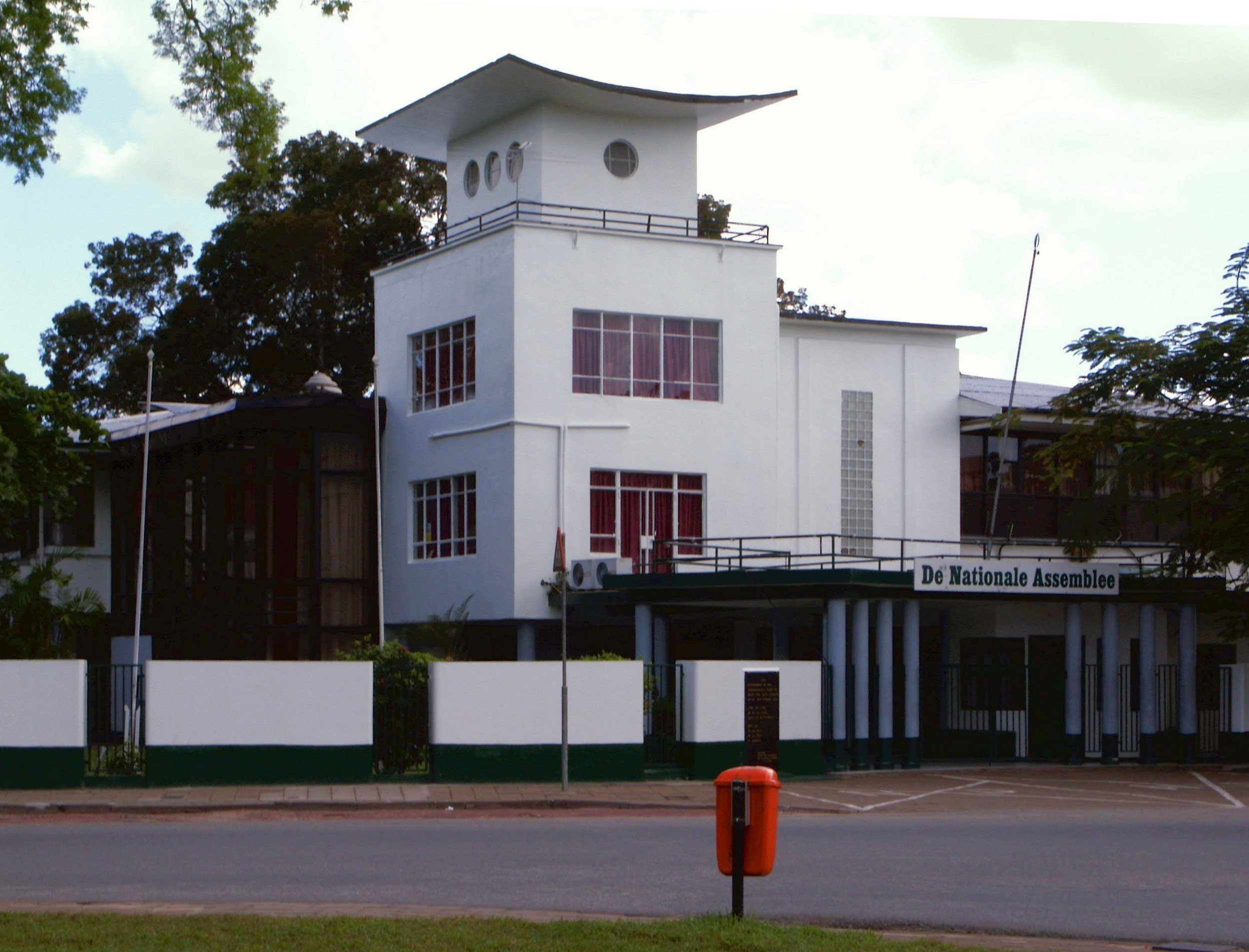
Bâtiment de l'Assemblée nationale vue depuis la ville.

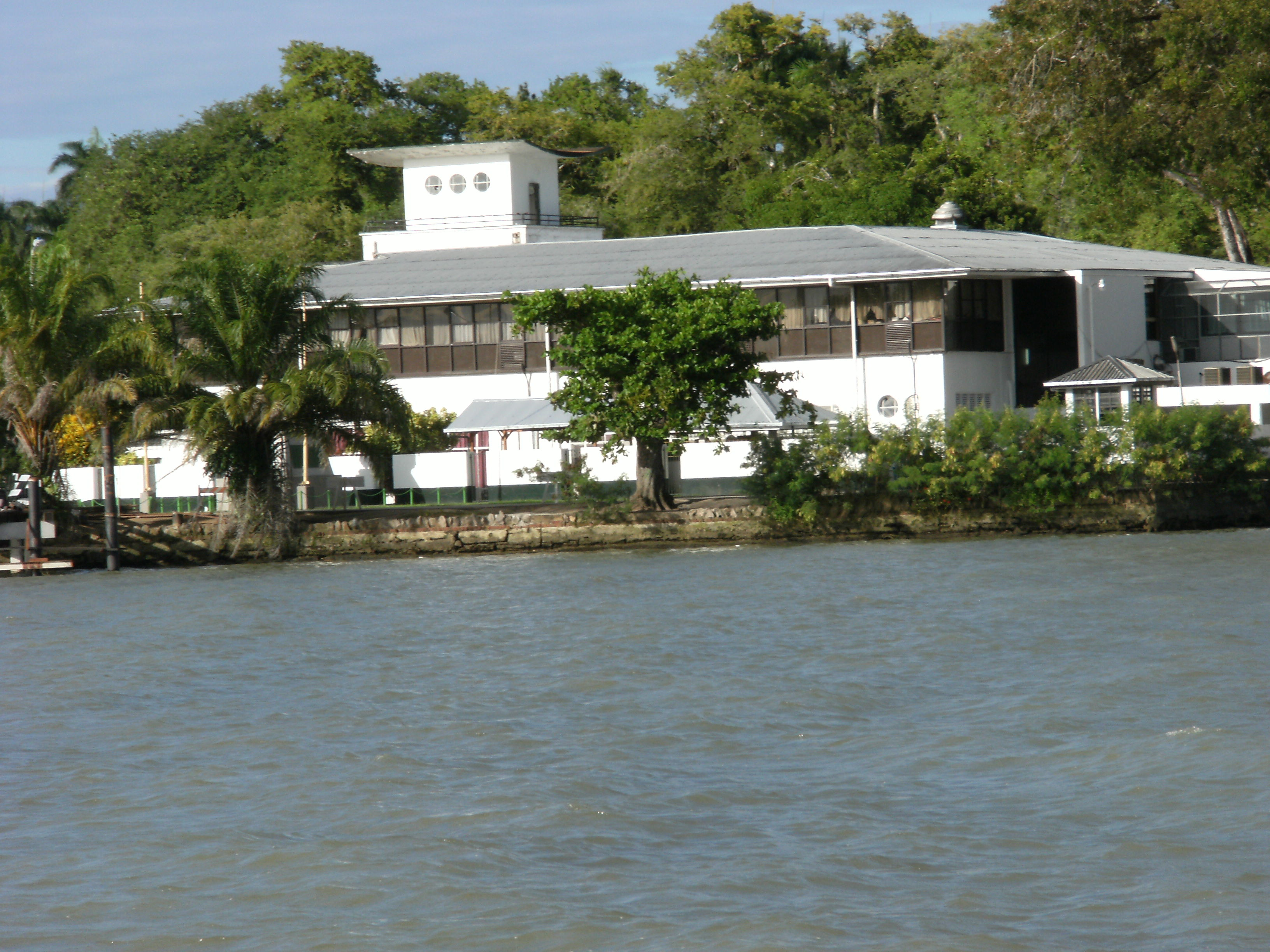
Bâtiment de l'Assemblée nationale vue depuis le fleuve Suriname.

| Nom                       | Début | Fin      |
| ------------------------- | ----- | -------- |
| Emile Wijntuin            | 1975  | 1980     |
| Ulrich Aron               | 1986  | 1987     |
| Jagernath Lachmon         | 1987  | 1996     |
| Marijke Djwalapersad      | 1996  | 2000     |
| Jagernath Lachmon         | 2000  | 2001     |
| Ram Sardjoe               | 2001  | 2005     |
| Paul Somohardjo           | 2005  | 2010     |
| Jennifer Geerlings-Simons | 2010  | 2020     |
| Ronnie Brunswijk          | 2020  | 2020     |
| Marinus Bee               | 2020  | 2025     |
| Ashwin Adhin              | 2025  | en cours |